# Фене (мађарска митологија)
Фене (мађ. Fene) је према старомађарском веровању дух, демон болести. Фене је вероватно реч са нејасним значењем која је настала у народној медицини, има именско и придевско значење.

## Значење
Према Палашевом великом лексикону, фене значи дивљи, окрутни, зао, страшни, заразни, као именица је збирни назив за разне кожне болести са улцерисаним, осипним ранама, која „једе, жваће тело“. Лексикон претпоставља да је реч некада имала митолошко значење. „Као такав, можда је припадао редовима злих демона који изазивају болести. Мађарски етнографски лексикон сматра да је реч угрофинског порекла, то се може закључити из изрека и псовки као што су: „Нека га фене поједе. Нека га фене однесе” („Egye meg a fene. Vigye el a fene.“) Потоњи лексикон наглашава да се израз фене често користио као придев за вука.
Такође, од мађарског глагола фен („брусити, наоштрити”) +‎ -е (застарели суфикс презента). За суфикс упореди фирге, ленге. Првобитно се користио као придев за разјарене дивље животиње спремне за напад (нпр. фене фаркаш („разјарени вук”)), а касније је постао именица са истим значењем које је сада застарело.

## Врсте
На народном језику, ђаво се може односити на следеће болести:
- болест костију (hidegfene)
- чир, болест коже на удовима (melegfene)
- болест коже која се појављује на лицу (rákfene)
- херпес, (farkasfene)
- антракс (болест свиња) (lépfene)

Према белешци из 1798. коју је цитирао Мађарски етнографски лексикон, фене је „тврд оток, али бол је веома велики“. Палашев велики лексикон такође помиње болести као што су мртве богиње, речне богиње, богиње гнежђења, црне богиње и скорбут.